# Hamilton Fish Armstrong
Pour les articles homonymes, voir Armstrong.
Ne doit pas être confondu avec Hamilton Fish.
Hamilton Fish Armstrong (7 avril 1893 - 24 avril 1973) est un diplomate américain, rédacteur en chef de la revue Foreign Affairs.

## Biographie
Formé à l'université de Princeton, Hamilton Fish Armstrong collabore ensuite pour le magazine The New Republic. Lors de la Première Guerre mondiale, il est attaché militaire en Serbie. En 1922, il est embauché par Foreign Affairs, la revue du think tank Council on Foreign Relations comme adjoint du rédacteur en chef Archibald Cary Coolidge (en). À la mort de celui-ci en 1928, il prend sa succession et occupe ce poste jusqu’en 1972. Il est trois fois délégué à l’International Studies Conference (1929, 1933, 1935), de l’IICI (Commission internationale de coopération intellectuelle). Il sert de 1942 à 1944 dans l’United States Department’s Advisory Committee on Post-War Foreign Policies qui travaille sur les plans de la future ONU. Il est également, en 1944 et 1945, conseiller spécial du Secrétaire d’État Edward Stettinius. Il meurt à 80 ans des suites d'une longue maladie.
Walter Lippmann (qui popularisa le terme de « guerre froide ») se maria en 1938, avec la première épouse de Hamilton Fish Armstrong, ce qui mit fin à une profonde amitié entre les deux hommes. Armstrong a reçu de nombreuses distinctions : serbe, roumaine, tchécoslovaque, française (chevalier de la légion d’honneur en 1937, officier en 1947), anglaise (commandeur de l’Empire britannique en 1972).

## Publications
- 1926 : The New Balkans
- 1929 : Where the East Begins
- 1933 : Hitler's Reich: The First Phase (1933)
- 1934 : Europe Between Wars?
- 1936 : Can We Be Neutral? avec Allen W. Dulles
- 1937 : We or They : Two Worlds in Conflict
- 1939 : When There Is No Peace
- 1939 : Can America Stay Neutral? avec Allen W. Dulles
- 1940 : Chronology of Failure
- 1947 : The Calculated Risk
- 1951 : Tito and Goliath
- 1963 : Those Days
- 1971 : Peace and Counterpeace: From Wilson to Hitler